# جامپائولو ریچی
جامپائولو ریچی (ایتالیایی: Giampaolo Ricci؛ زادهٔ ۲۷ سپتامبر ۱۹۹۱) بازیکن بسکتبال اهل ایتالیا است. وی در بازی‌های المپیک تابستانی ۲۰۲۰ شرکت کرده‌است.